# Firehose

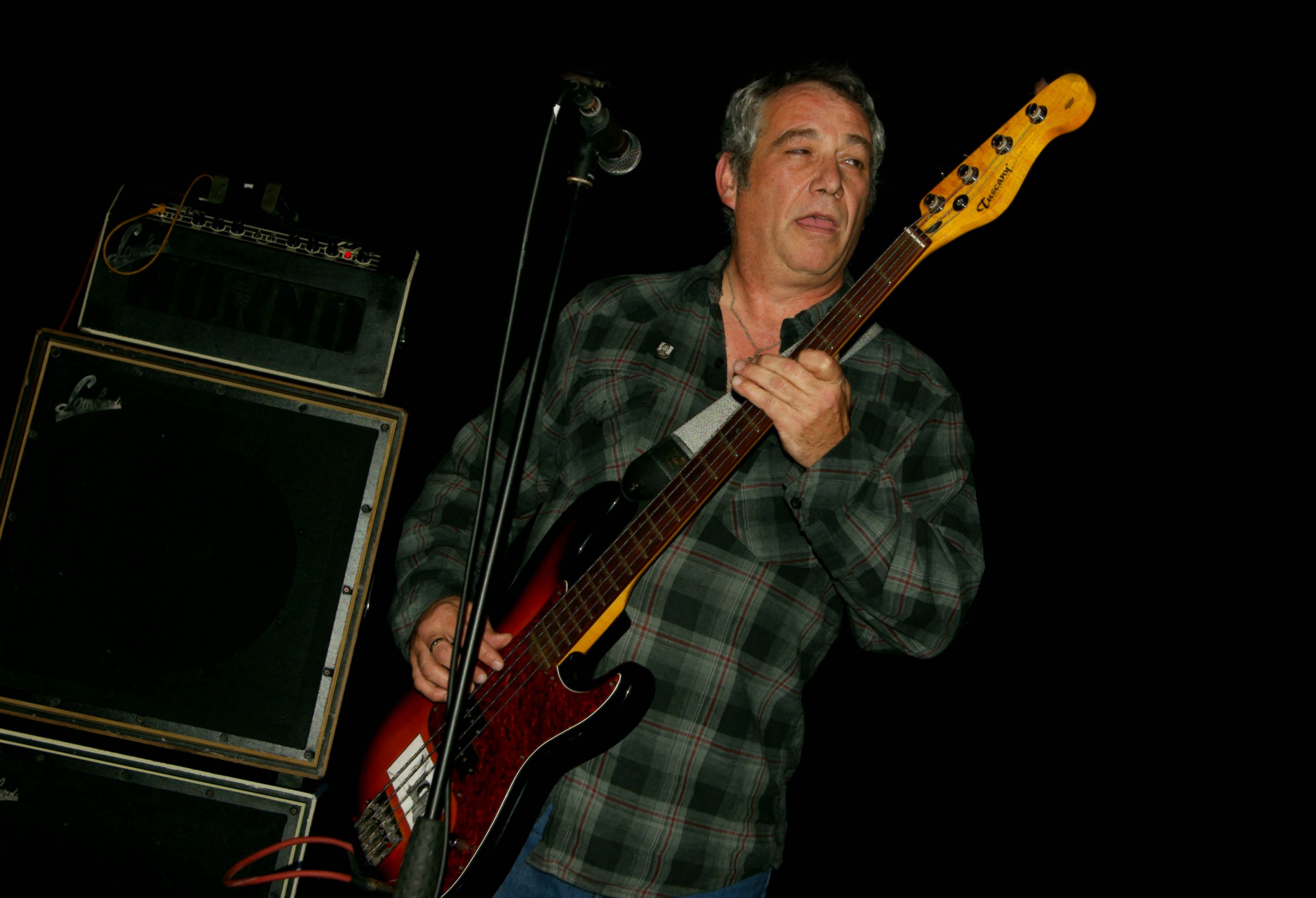
Bandmitglied Mike Watt

fIREHOSE sind eine US-amerikanische Rockband, die von 1986 bis 1994 existierte und sich 2012 für eine Tour wiedervereinigt hat. Die Band besteht aus Mike Watt (Bass, Gesang), Ed Crawford (Gitarre, Gesang) und George Hurley (Schlagzeug) und wählte ihren Namen nach einer Zeile des Subterranean Homesick Blues von Bob Dylan.

## Musikstil
Watt hatte zuvor schon bei den Minutemen eine ungewöhnliche Mischung von Punk mit anderen Musikrichtungen wie Folk und Jazz vertreten, die daher auch dem Jazzcore zugeordnet wurde. Der Stil von fIREHOSE ist im Indie-Rock angesiedelt und vermengt Rock, Funk, teilweise Free Jazz und Folk und wurde auch gelegentlich dem Post-Punk zugeordnet. Viele Stücke von fIREHOSE sind sehr melodisch, teilweise mit eingängigen, gesungenen Refrains, die aber auch oft zu sehr kräftigen Gitarrenriffs und schnellen punkartigen Rhythmen wechseln, wie in Down with the Bass. Interessant ist auch der wechselnde und gemeinsame Gesang von Crawford mit seiner relativ hohen Stimme und dem tiefer singenden Watt (Quicksand), der eher dem Bariton und Bass zuzuordnen ist. Teilweise werden auch Gespräche oder Alltagsgeräusche zu den Aufnahmen hinzugenommen. Manche Stücke wie Honey, Please und Toolin´ zeigen Anklänge an Soul und Jazz, aber lassen sich doch keiner Musikkategorie zuordnen und zeigen die Originalität von fIREHOSE.
Im Juli 1988 schmückte Spex das Cover mit fIREHOSE als "Zukunft des Rock "n" Roll. In ihrer letzten Veröffentlichung ist ein Gespräch zwischen Mike Watt, Flea von den Red Hot Chili Peppers, Cris Kirkwood von den Meat Puppets und Les Claypool von Primus enthalten, bei dem sich die vier Bassisten über die Rolle des Basses in der Rockmusik unterhalten. Tatsächlich steht beim Klangbild dieser Bands der Bass auf Grund der starken Rhythmik im Vordergrund.

## Diskografie
- Ragin', Full On (1986, SST)
- If'n (1987, SST)
- Sometimes EP (1988, SST)
- fROMOHIO (1989, SST)
- Flyin' the Flannel (1991, Columbia)
- Live Totem Pole EP (1992, Columbia)
- Mr. Machinery Operator (1993, Columbia)
- Big Bottom Pow Wow (1993, Columbia, Promo-CD)
- lowFLOWs: The Columbia Anthology ('91-'93) (2012, Columbia), enthält 45 remastered Tracks